# Alexandre Cazes
Alexandre Cazes (né le 19 octobre 1991 à Trois-Rivières au Québec et mort le 12 juillet 2017 en Thaïlande) est un informaticien et homme d'affaires canadien originaire du Québec. Il a été accusé par le département de la Justice des États-Unis d'être l'administrateur d'AlphaBay, un site du dark web considéré comme le plus important de son genre en 2017.  

## Biographie
Alexandre Cazes naît le 19 octobre 1991 à Trois-Rivières au Québec, Canada. Selon son père, il mène une vie rangée.
En 2008, il a 17 ans, Cazes fonde la société EBX Technologies, dont la mission est de vendre des logiciels et de réparer des ordinateurs. 
À l'été 2013, Cazes crée le futur AlphaBay, qui devient public en décembre de la même année. 
Son site connaît le succès parce que la récente fermeture du site Web Silk road, lui aussi connu pour ses activités illégales, a créé un vide dans le dark web. 
En 2016, des policiers américains tentent de découvrir où plusieurs citoyens américains se procurent du fentanyl et des opioïdes, car les États-Unis sont en proie à une vague de décès par surdoses de ces substances. Ils déterminent que AlphaBay est un élément majeur de ce trafic illégal. 
Pendant leurs recherches, des enquêteurs de la GRC et du FBI découvrent qu'Alexandre Cazes mène une vie luxueuse. 
Sa famille croit qu'il a fait fortune en transigeant de la cryptomonnaie. Néanmoins, selon les autorités américaines, EBX Technologies est une entreprise de façade.
En 2017, Cazes possède une villa à Bangkok et des résidences secondaires « cossues » à Chypre et à Antigua-et-Barbuda, tout en conduisant des voitures Lamborghini et Porsche. 
Toujours selon les enquêteurs, Cazes administre, sous le pseudonyme de Alpha02, le site AlphaBay, où des gens peuvent se procurer armes, drogues et numéros de cartes de crédit volés, entre autres.
Selon des enquêteurs américains, il prélève « de 2 % à 4 % de toutes les ventes » qui auraient atteint « de 600 000 à 800 000 » US$ par jour. 
Alexandre Cazes est arrêté le 5 juillet 2017 en Thaïlande. Quelques heures plus tard, le secrétaire à la Justice des États-Unis, Jeff Sessions, annonce son arrestation lors d'une conférence de presse. Cazes meurt dans une prison thaïlandaise « dans des circonstances nébuleuses » le 12 juillet 2017. 
En 2021, des journalistes découvrent, en parcourant les Pandora Papers, que Cazes était propriétaire de sociétés écrans qui lui permettaient de faire de l'évasion fiscale et du blanchiment d'argent.